# Koen Helsen
Koen Helsen (Deurne, 7 juni 1961) is een Belgisch politicus voor VLD / Open Vld.

## Levensloop
Helsen studeerde aan het Koninklijk Atheneum van Kapellen en promoveerde in 1984 tot bouwkundig ingenieur aan de Industriële Hogeschool Antwerpen. Hij werkte van 1986 tot 1994 als projectleider bij het asbestverwijderingsbedrijf Fourisol en was daarna van 1995 tot 1999 patrimoniumbeheerder van de Hogeschool Antwerpen. 
Koen Helsen engageerde zich in de jongerenwerking van de liberale partijen PVV en VLD. Van 1984 tot 1989 was hij penningmeester en van 1990 tot 1995 voorzitter van de arrondissementsfederatie van de PVV-Jongeren en Jong VLD in Antwerpen. In 1995 volgde hij zijn vader Karel Helsen op als OCMW-voorzitter van Kapellen, een functie die hij bleef uitoefenen tot in 2000. In oktober 2000 werd Helsen voor het eerst verkozen tot gemeenteraadslid van Kapellen en nadien was hij van 2001 tot 2006 waarnemend burgemeester van Kapellen ter vervanging van Vlaams minister Dirk Van Mechelen. Na de gemeenteraadsverkiezingen van oktober 2012 werd Helsen begin 2013 schepen van Kapellen. In 2013-2018 was hij bevoegd voor Openbare Werken, Patrimonium, Mobiliteit en Verkeersveiligheid, Publieke Ruimte en Sport en in 2018-2024 voor Ruimtelijke Ordening, Publieke Ruimte, Patrimonium, Mobiliteit en Verkeersveiligheid en Sport. Sinds december 2024 is Helsen eerste schepen, bevoegd voor Openbare Werken, Patrimonium, Publieke Ruimte, Mobiliteit en Verkeersveiligheid, Ondernemen, Toerisme, Senioren en Dienstcentra.
Na de tweede rechtstreekse Vlaamse verkiezingen van 13 juni 1999 volgde hij midden juli 1999 Vlaams minister Dirk Van Mechelen op als Vlaams volksvertegenwoordiger voor de kieskring Antwerpen. Hij bleef Vlaams volksvertegenwoordiger tot juni 2004 en richtte zich in zijn tussenkomsten in het Vlaams Parlement vooral op de modernisering van de sociale zekerheid. Van 2002 tot 2004 was hij er ondervoorzitter van de Commissie voor Openbare Werken, Mobiliteit en Energie en van 2003 tot 2004 voorzitter van de Commissie voor Welzijn, Volksgezondheid en Gelijke Kansen. Na zijn parlementaire loopbaan was hij van 2005 tot 2006 privésecretaris van Vlaams minister Dirk Van Mechelen.
Daarnaast was hij van 2006 tot 2012 gedeputeerde van de provincie Antwerpen. Zijn bevoegdheden waren ruimtelijke ordening, economie, sport, patrimonium, middenstand en KMO-beleid.. Ook was hij voorzitter van de Provinciale Ontwikkelingsmaatschappij Antwerpen. Van 2012 tot 2018 was hij provincieraadslid en Open Vld-fractieleider in de Antwerpse provincieraad. Hij was in 2012 lijsttrekker in het provinciedistrict Kapellen voor zijn partij.
Bij de Vlaamse verkiezingen van 25 mei 2014 was hij lijstduwer in de kieskring Antwerpen. Hij behaalde 4.956 voorkeurstemmen, maar werd niet verkozen. Van 2015 tot 2024 was Helsen bestuurder bij het publieke waterzuiveringsbedrijf Aquafin, alsook van 2013 tot 2019 lid van het directiecomité en ondervoorzitter van de Antwerpse elektriciteitsmaatschappij Iveg.